# Хедин, Сельма
Сельма Хедин (швед. Zelma Carolina Esolinda Hedin, 31 мая 1827 — 11 февраля 1874) — шведская театральная актриса. Входила в число лучших актрис шведского театра середины XIX в.

## Биография
Сельма Бергнер родилась в Стокгольме в 1827 г. Её родителями были таможенный инспектор Карл Вильгельм Бергнер и Шарлотта Вильгельмина Кристина Филп. Она приходилась сестрой оперной певице Леокадии Герлах, сводной сестрой актрисе Гурли Оберг и кузиной актрисе Лауре Бергнер, известной как любовница короля Карла XV.
В 1840 г. Сельма начала посещать актёрскую школу Dramatens elevskola. 8 декабря 1842 г. состоялся её дебют в Королевском драматическом театре. Она работала по контракту с театром в период 1845—1868 гг., а с 1852 г. была примой.
Сельма успешно играла во французских салонных комедиях, модных и популярных в то время. Её считали последовательницей актрис Эмили Хёгквист, и она постепенно заменила Шарлотту Альмлёф в ролях кокеток. Зрители отмечали элегантность её сценических костюмов, которые называли «истинно парижскими», и говорили, что у нее «величественная и красивая фигура», а критики утверждали, что Сельма привлекает внимание скорее внешностью, нежели способностями. Тем не менее её считали превосходной в ролях служанок, светских дам в лучших французских комедиях, замечательной гризеткой и субреткой, хорошей певицей для водевилей.
В 1850-е гг. после золотого века Шарлотты Альмлёф и Фанни Вестердаль и до восхождения звезды Элисы Хвассер Сельма Хедин была ведущей актрисой Королевского драматического театра, и, как говорили, в сезоне 1856—1857 гг. ей не было равных. Не обошлось и без скандала, когда она стала причиной отмены постановки «Венецианского купца», когда Сельма отказалась играть Порцию, а у других артисток времени выучить роль уже не оставалось. В 1857 г. она выступила с концертом в Обу (ныне Турку).
Значение Сельмы в театре отражалось на её жалованье. В 1856 г. она получала 6000 риксдалеров как и Элиса Хвассер после того, как пригрозила уйти в отставку. В то время Луиза Михаэли, примадонна Королевской оперы получала 8000 риксдалеров, а ведущий артист Королевского драматического театра Нильс Альмлёф — на 3000 риксдалеров меньше.
С ростом значения Элисы Хвассер к поведению Сельмы в театре стали относиться с меньшим пониманием, и она ушла из театра в 1868 г. на пике своей карьеры. Другой причиной её ухода было то, что в 1865 г. она сломала ногу, и ей было трудно играть на сцене. Впоследствии в 1868—1869 гг. она играла в Mindre teatern и была приглашённой артисткой в Драматическом театре в 1869—1873 гг. Последнее её выступление состоялось в 1873 г. в Södra Teatern в Стокгольме.

## Личная жизнь
В 1845—1853 гг. Сельма была замужем за актёром Густавом Кинмассоном, с 1854 г. — за бухгалтером Густавом Хедином.